# Maurice Stans
Maurice Hubert Stans, né le 22 mars 1908 à Shakopee (Minnesota) et mort le 14 avril 1998 à Pasadena (Californie), est un comptable, haut fonctionnaire et homme politique américain. Membre du Parti républicain, il est secrétaire au Commerce entre 1969 et 1972 dans l'administration du président Richard Nixon.

## Biographie
Il est le directeur financier du Comité pour la réélection du Président en 1972. Il a été impliqué dans le scandale du Watergate, en tant que responsable de financements électoraux illégaux, et a été condamné à payer une amende de 5 000 dollars.